# Ludger tom Ring der Jüngere

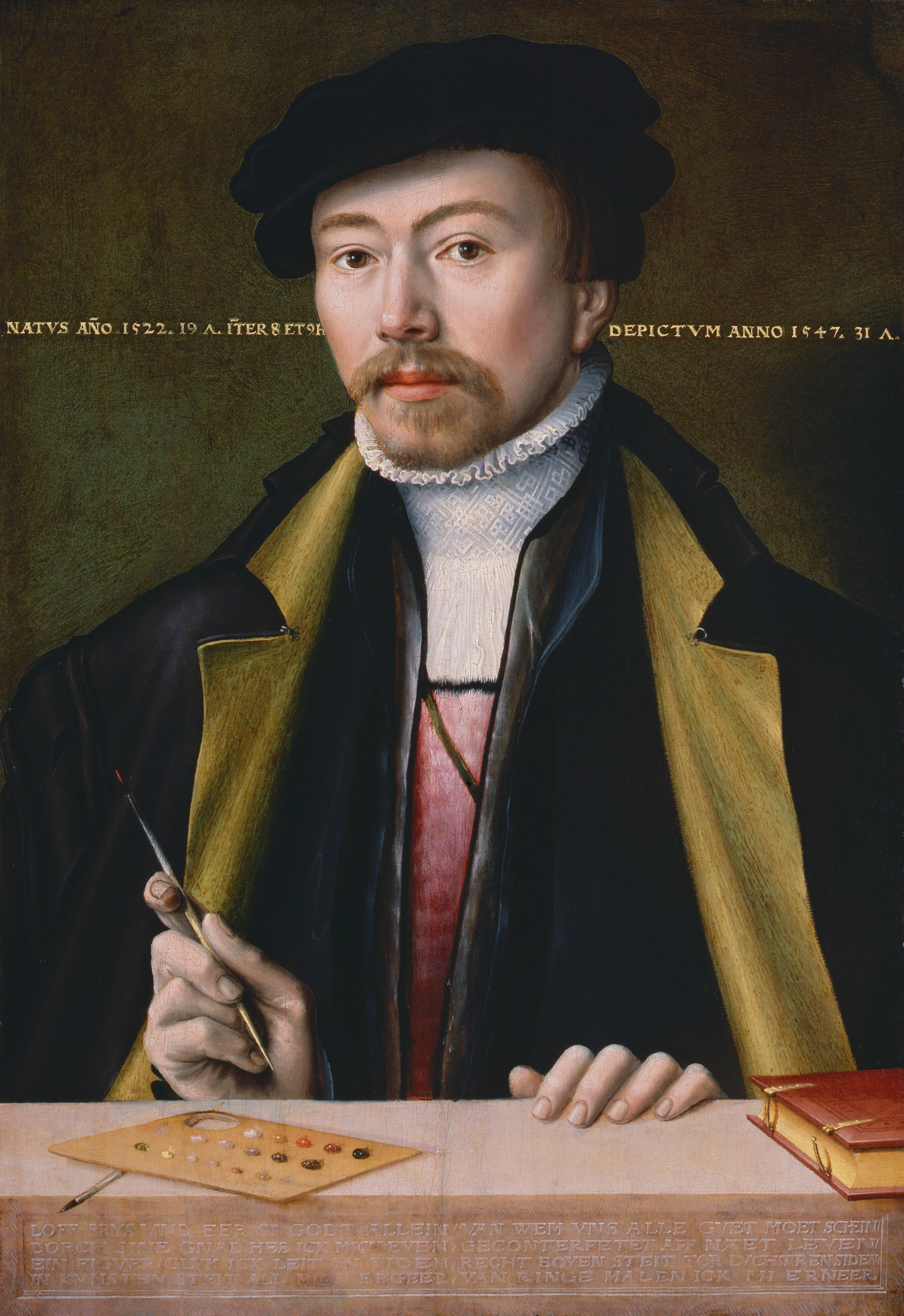
Selbstbildnis um 1547

Ludger tom Ring der Jüngere (* 19. Juli oder 19. November 1522 in Münster; † vor Mai bzw. vor dem 22. Mai 1584 in Braunschweig) war ein deutscher Maler aus der münsterländischen Künstlerfamilie tom Ring.

## Frühe Jahre
Er war nach seinem Bruder Hermann tom Ring der zweite Sohn Ludger tom Rings des Älteren, dessen künstlerisches Talent er erbte, und welcher ihn auch ausbildete. Mit ihm reiste er nach Holland und England. Aus dem Todesjahr des Vaters (1547) stammt Ludgers erstes überliefertes Gemälde – ein Selbstbildnis, das sich heute zusammen mit anderen seiner Werke im Braunschweiger Herzog Anton Ulrich-Museum befindet. In der Folgezeit dürfte er in der Werkstatt seines Bruders Hermann gearbeitet haben, wo er 1555 nachgewiesen ist, 1557 aber bereits nicht mehr. Er malte hauptsächlich Porträts, Tierdarstellungen und Stillleben (v. a. mit Blumen). Wo er sich in den Jahren bis 1568 aufhielt, ist unbekannt, belegt ist jedoch seine Bekanntschaft mit dem berühmten belgischen Kartografen Abraham Ortelius.

## In Braunschweig
Am 27. Januar 1569 bewarb sich tom Ring um das Bürgerrecht in der Stadt Braunschweig und erhielt es am 27. März 1572. In seiner Braunschweiger Zeit, 1569 bis zu seinem Tode 1584, heiratete er die Witwe Ilse Bardenwerper und wohnte im Weichbild Altewiek. Er schuf eine Vielzahl Porträts Braunschweiger Patrizier und Geistlicher – darunter auch ungefähr ein Dutzend Ehepaardarstellungen, von denen sich einige heute im Herzog Anton Ulrich-Museum befinden, eine weitere hängt im New Yorker Metropolitan Museum of Art. Neben Bürgermeistern und Ratsmitgliedern der Stadt malte er auch den Reformatoren und Superintendenten der Stadt Martin Chemnitz.

## Werke (Auswahl)
- Porträt Ernst von Redens
- Selbstbildnis Eichenholz, 35 × 24,5 cm von 1547, Herzog Anton Ulrich-Museum
- Küchenstück mit der Hochzeit von Kana (1562), ehemals Staatliche Museen Berlin
- Das offene Messbuch (um 1570)
- Bildnisse des Patriziers Reinhard Reiners und seiner Frau Gese, Herzog Anton Ulrich-Museum

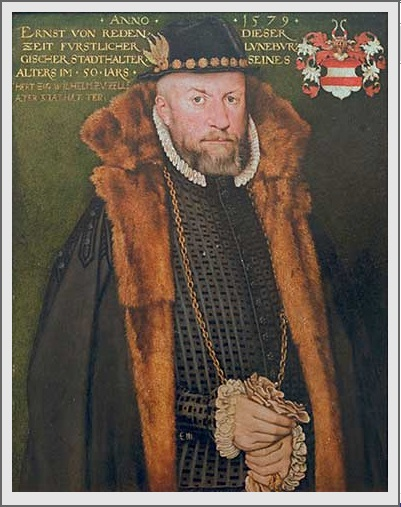
Ernst von Reden
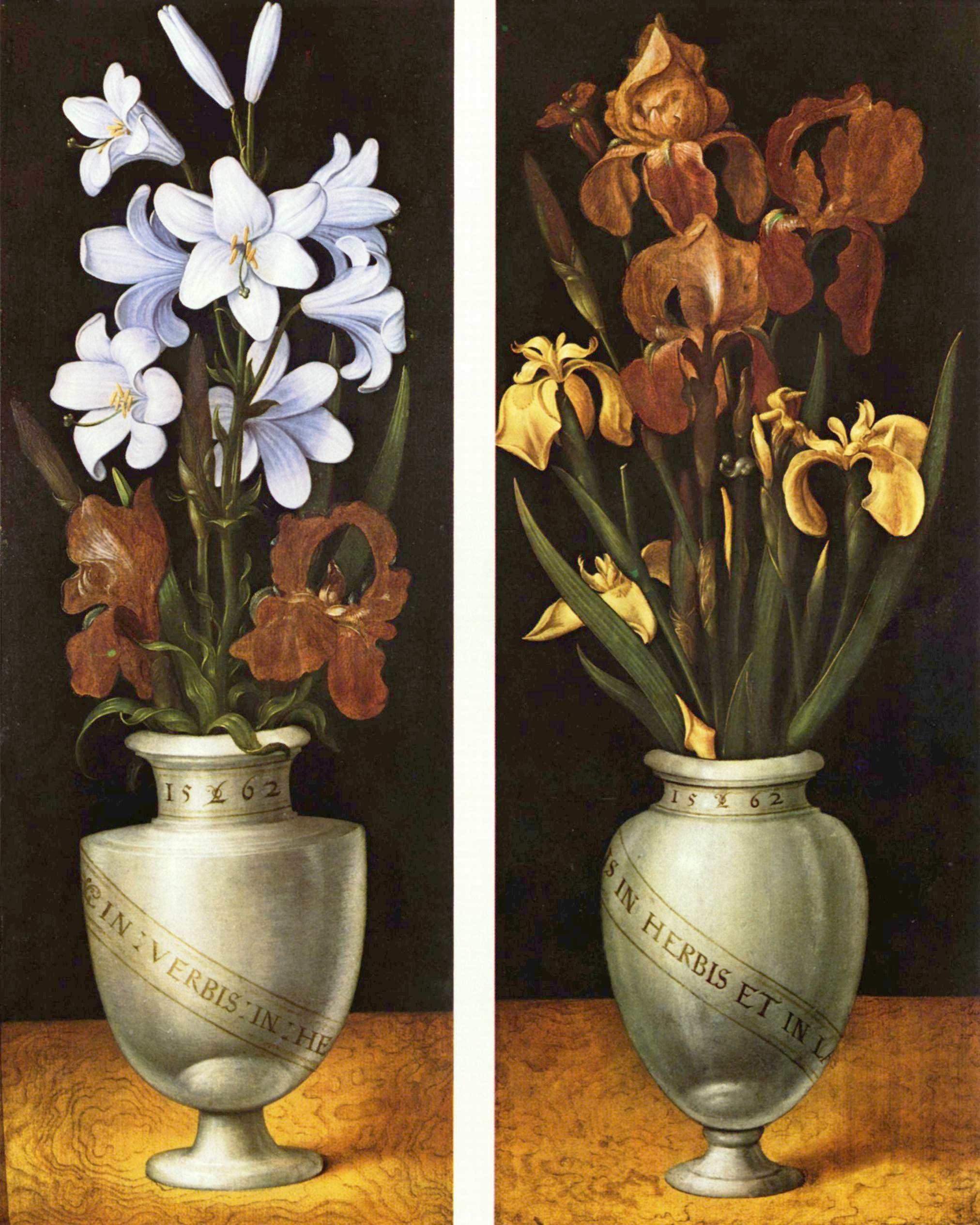
Zwei Blumenvasen
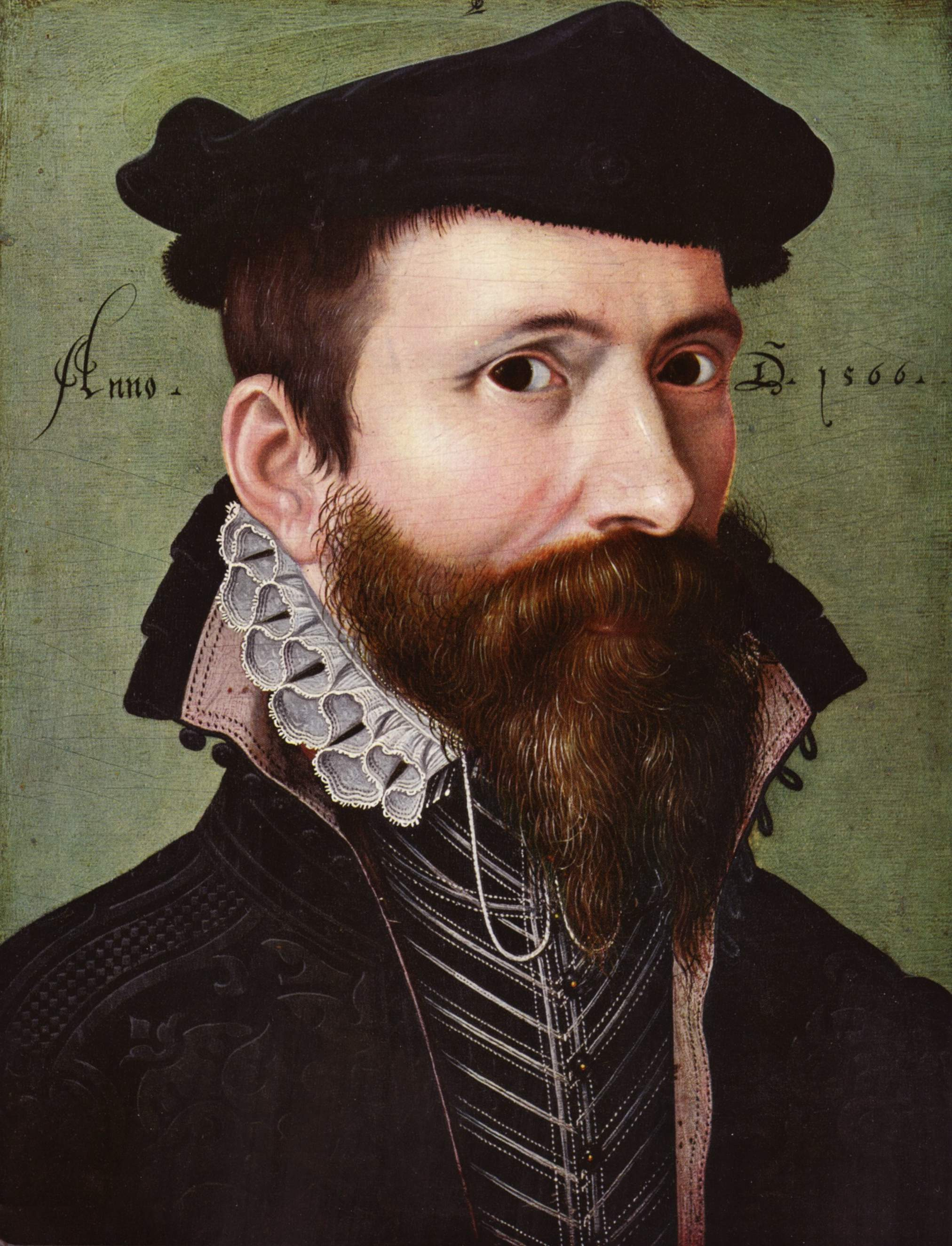
Porträt eines Mannes
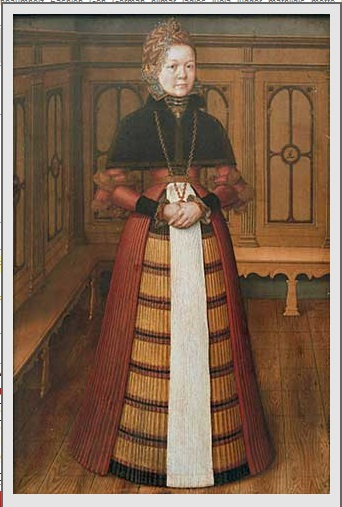
Mathildis (gen. Mette) von Münchhausen
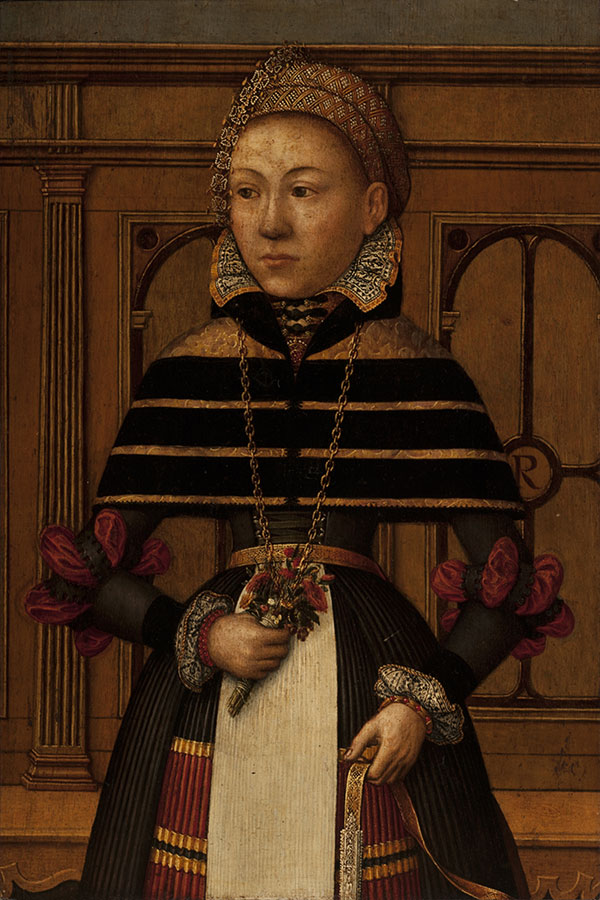
Margarete von Münchhausen
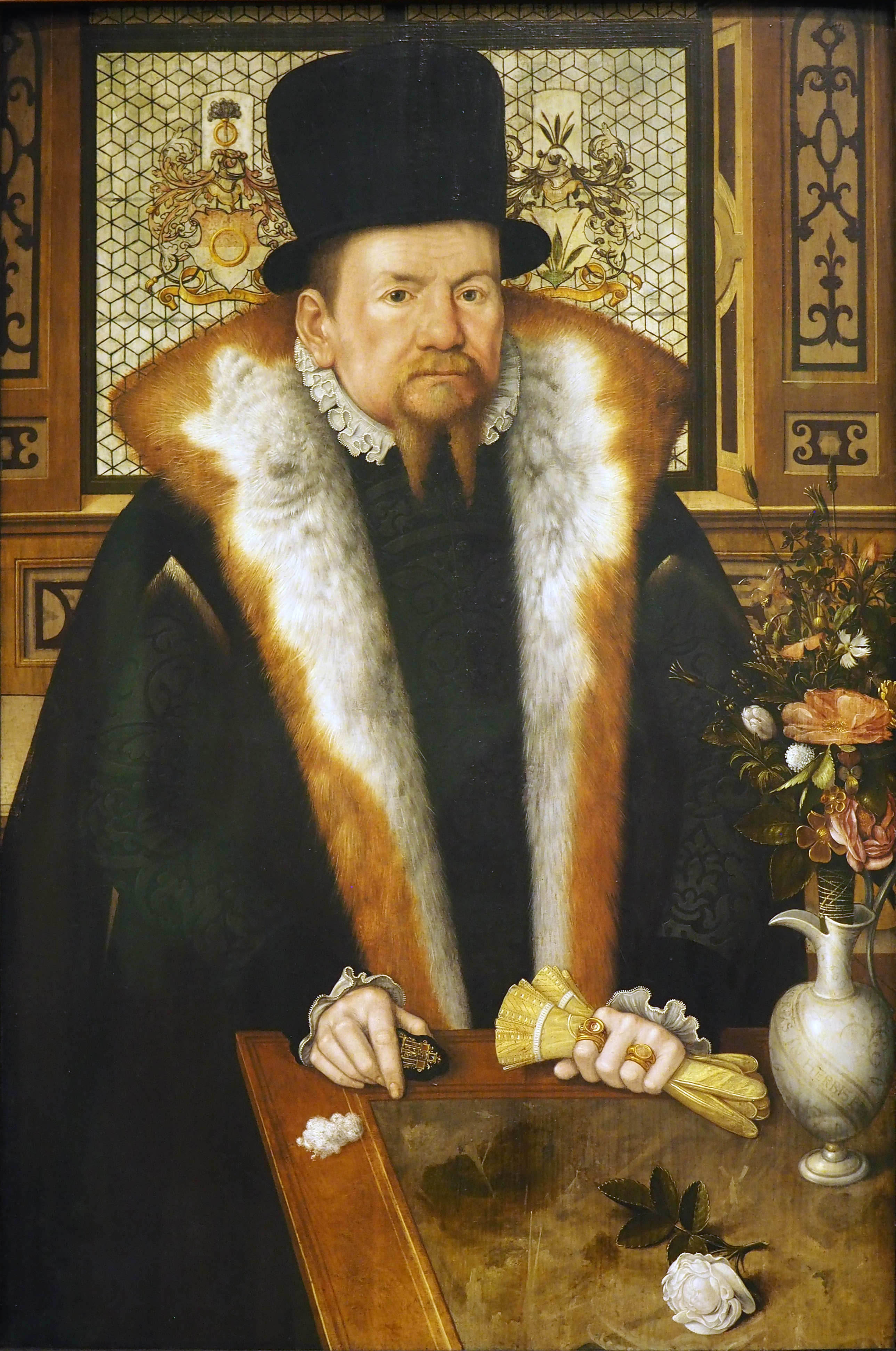
Bildnis des Patriziers Reinhard Reiners (1569)
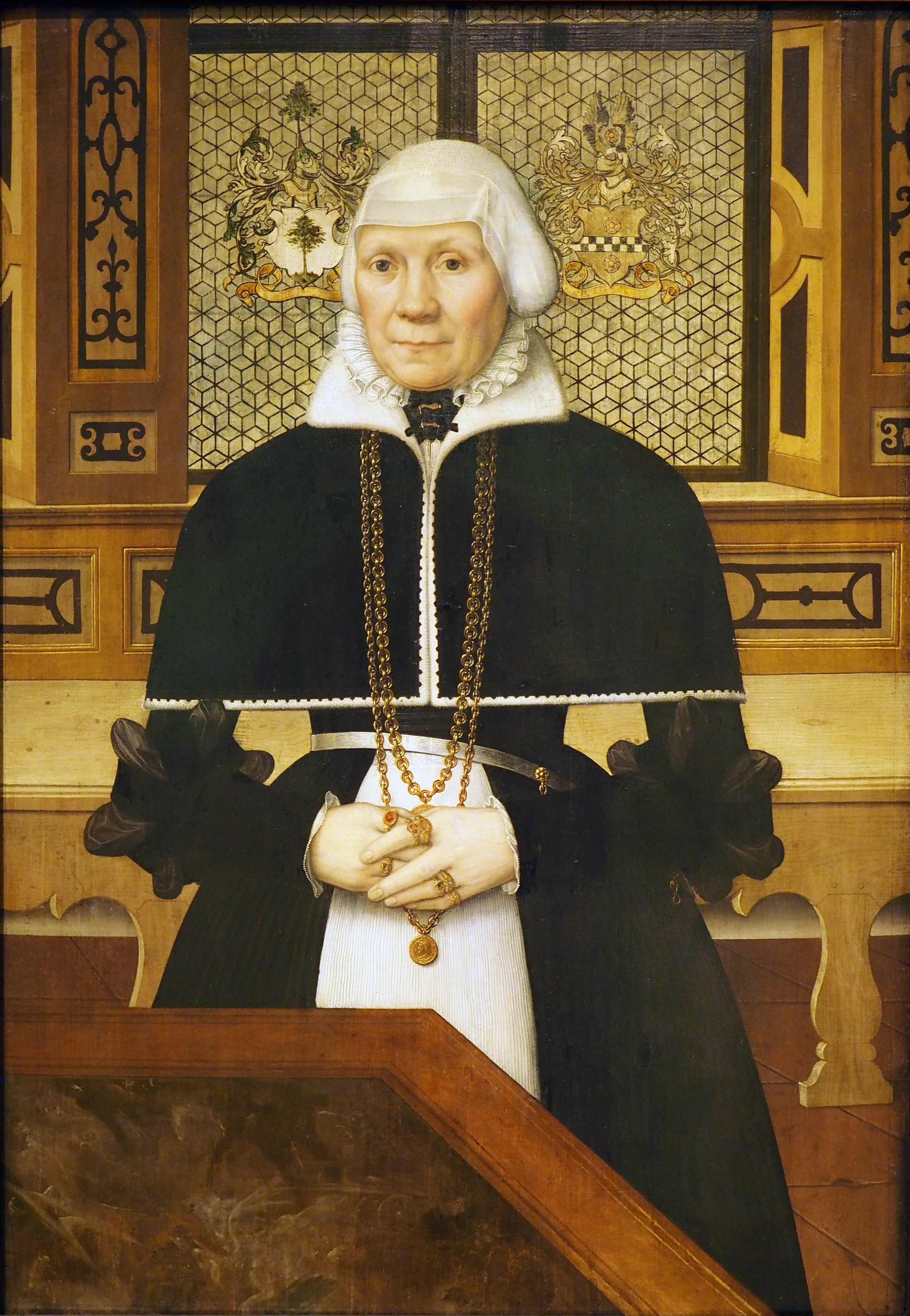
Gese Reiners, Ehefrau von Reinhard Reiners